# Allan Hansen
Allan Hansen (ur. 21 kwietnia 1956 w Odense) – duński piłkarz występujący na pozycji pomocnika.

## Kariera klubowa
Hansen karierę rozpoczynał w sezonie 1974 w drugoligowym zespole Odense BK. W sezonie 1975 awansował z nim do pierwszej ligi, a w sezonie 1977 zdobył mistrzostwo Danii. Został też uznany piłkarzem roku w Danii (1977). Po tych sukcesach odszedł do niemieckiej Tennis Borussii Berlin, grającej w 2. Bundeslidze Nord. Zadebiutował tam 6 stycznia 1978 w zremisowanym 1:1 meczu z Bayerem Uerdingen. W Tennis Borussii występował do sezonu 1979/1980.
Następnie Hansen wrócił do Odense. W sezonie 1981 z 28 bramkami na koncie został królem strzelców pierwszej ligi duńskiej. Ponownie został też uznany piłkarzem roku. W połowie 1982 roku został graczem niemieckiego Hamburgera SV. w Bundeslidze zadebiutował 21 sierpnia 1982 w zremisowanym 2:2 spotkaniu z 1. FC Nürnberg. W sezonie 1982/1983 zdobył z zespołem mistrzostwo Niemiec oraz Puchar Mistrzów. W sezonie 1983/1984 wywalczył z nim natomiast wicemistrzostwo Niemiec.
W 1984 roku Hansen ponownie wrócił do Odense. Tym razem występował tam przez pięć sezonów. Następnie odszedł do Næstved IF, z którym w sezonie 1988 wywalczył wicemistrzostwo Danii. Potem odszedł z klubu, a karierę kontynuował już tylko na szczeblu amatorskim.

## Kariera reprezentacyjna
W reprezentacji Danii Hansen zadebiutował 30 stycznia 1977 w wygranym 4:1 towarzyskim meczu z Gambią, w którym strzelił także gola. W latach 1977–1985 w drużynie narodowej rozegrał 16 spotkań i zdobył 3 bramki.